# Theroscopus inflator
Theroscopus inflator är en stekelart som beskrevs av Aubert 1982. Theroscopus inflator ingår i släktet Theroscopus och familjen brokparasitsteklar. Inga underarter finns listade i Catalogue of Life.